# 聖弗朗西斯維爾 (伊利諾伊州)
聖弗朗西斯維爾（英語：St. Francisville）是一個位於美國伊利諾伊州勞倫斯縣的城市。

## 地理
聖弗朗西斯維爾的座標為38°35′34″N 87°38′56″W / 38.59278°N 87.64889°W，而該地的平均海拔高度為141米（即463英尺）。

## 人口
根據2010年美國人口普查的數據，聖弗朗西斯維爾的面積為2.02平方千米，當中陸地面積為1.93平方千米，而水域面積為0.09平方千米。當地共有人口697人，而人口密度為每平方千米345.05人。